# Hybomitra liupanshanensis
Hybomitra liupanshanensis är en tvåvingeart som beskrevs av Liu, Wang och Xu 1990. Hybomitra liupanshanensis ingår i släktet Hybomitra och familjen bromsar. Inga underarter finns listade i Catalogue of Life.